# Система Петра I

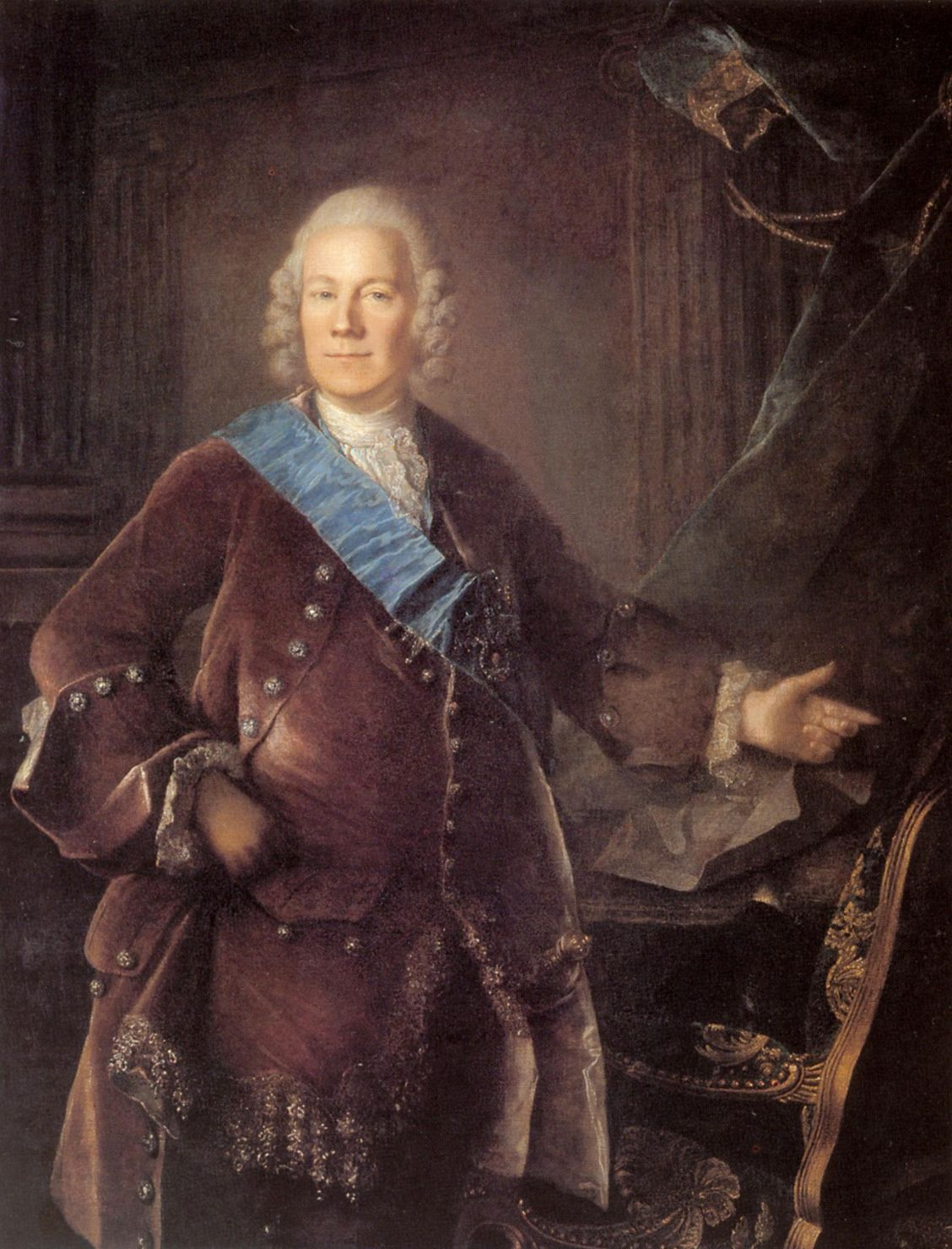
Олексій Бестужев-Рюмін

Система Петра I, система Петра Великого, також доктрина Бестужева-Рюміна — зовнішньополітична доктрина Російської імперії, сформульована її канцлером Олексієм Бестужевим-Рюміним після призначення його на посаду в 1744 році.
Щоб додати своїм пропозиціям більшої ваги, сподіваючись здобути підтримку імператриці Єлизавети, доньки Петра I, Бестужев-Рюмін надав їм ім'я імператора, який помер майже за двадцять років до того. При цьому канцлер переконував, що його доктрина і справді відповідала намірам та настановам Петра I.
Метою зовнішньої політики Росії Бестужев-Рюмін визначив панування над Європою, використання в інтересах Росії сприятливої міжнародної кон'юнктури.
Досягти мети він планував за допомогою союзу з «морськими» державами, Британією та Нідерландами, утримання якнайкращих відносин з Австрією (принаймні публічно), активне втручання у внутрішньонімецькі справи, зокрема для стримування амбіцій Пруссії, та посилення контролю над Річчю Посполитою.
Так звана «Дипломатична революція» 1756 року призвела до зближення Росії з Францією й унеможливила союз з Британією, на який сподівався Бестужев-Рюмін. Канцлер зрештою потрапив в опалу, проте його наступник Михайло Воронцов дотримувався мети «системи Петра Великого» та деяких її пунктів. З приходом до влади Катерини II Микита Панін спробував відродити ідеї Бестужева-Рюміна в проєкті «Північний аккорд», але він успіху не мав.